# Айрапетян, Мхитар
Мхитар Айрапетян (арм. Մխիթար Հայրապետյան; род. 15 мая 1990) — востоковед, общественный политический деятель, бывший директор благотворительного фонда «Мой шаг» (2021-2023), член-учредитель партии«Гражданский договор», член правления партии, бывший президент Ереванской шахматной федерации (2019-2023), бывший министр диаспоры Республики Армения (11 мая 2018 — 14 января 2019), член блока «Мой шаг» Национального Собрания Республики Армения, бывший председатель постоянной комиссии по науке, образованию, культуре, диаспоре, молодёжи и спорту (2019-2021). Министр высокотехнологической промышленности Республики Армения (с 29 декабря 2023).

## Биография

### Образование
В 2007 году окончил Ереванскую школу №127 и поступил на отделение тюркологии факультета востоковедении Ереванского государственного университета. В 2013 году окончил магистратуру того же факультета. В 2012—2013 годах был членом Студенческого Ученого Совета Студенческого Совета Археологического факультета ЕГУ. Автор научной статьи.

#### Трудовая деятельность
В 2010—2017 годах параллельно с общественно-политической деятельностью работал в нескольких местных газетах в качестве эксперта по Ближнему Востоку, в частности, Турции. 2011 г. До 2015 года основал организацию «Ассоциация молодых политиков». В апреле он занимал пост вице-президента организации. С января 2016 года он является президентом-основателем «Центра гражданского образования и развития молодёжи».

#### Партийная деятельность
Молодёжная партия Демократической Армении
14 декабря 2012 года Мхитар Айрапетян и его друзья объявили о создании новой партии под названием «Молодёжная партия Демократической Армении». Мхитар Айрапетян был избран заместителем председателя вновь сформированной партии, а Вагаршак Акопян, член Национального собрания Армении от партии «Гражданский договор», был избран председателем.
Сторона гражданского договора
Он является одним из основателей партии «Гражданский договор». В декабре 2016 года он был избран председателем региональной организации Нор Норк, одновременно вошёл в политический совет партии. В 2016—2018 годах был координатором по вопросам ЧП Диаспора.
16 июня 2019 года был избран членом Совета ГК на 5-м съезде партии «Гражданский договор».
Бархатная революция
Мхитар Айрапетян принимал активное участие в смене власти под руководством Никола Пашиняна в Армении в 2018 году. 31 марта 2018 года Мхитар Айрапетян и члены партии прошли маршем из Гюмри в Ереван, где активно участвовали в антиправительственных протестах. После смены власти новоизбранный премьер-министр Никол Пашинян назначил его министром диаспоры. Идея начать антиправительственные акции протеста в Армении в 2018 году маршем из Гюмри принадлежит Мхитару Айрапетяну. По его словам, когда возникла идея, его вдохновили два примера: протесты оппозиционеров в Индии и Турции. Мхитар Айрапетян отметил, что использовал технологии, использованные во время «Соляного марша» в Индии в 1930 году, в частности, когда Махатма Ганди прошёл 387 км, чтобы поднять социальные вопросы. Он начал марш с 8 людьми и закончил его с 80 тысячами. Второй пример привёл Мхитар Айрапетян из марша лидера турецкой оппозиции Кемаля Кылычдароглу 2017 года, когда он шел из Анкары в Стамбул, чтобы поднять вопрос о политических заключенных. Он начал свой марш в одиночку и вошёл в Анкару примерно 300 тысячами сторонников.

#### Министр диаспоры
11 мая 2018 года назначен министром диаспоры.
30 мая 2018 года министр диаспоры РА Мхитар Айрапетян в составе правительственной делегации во главе с премьер-министром Николом Пашиняном посетил с двухдневным визитом Грузию с представителями местной армянской общины.
24-27 июля 2018 года делегация во главе с министром Диаспоры РА посетила Кипр. В рамках официального визита он встретился с Президентом Республики Кипра Никосом Анастасиадисом, Комиссаром по иностранным делам и гуманитарным вопросам Фотиу Фотисом.
С 27 июля по 7 августа Мхитар Айрапетян находился с рабочим визитом в США, посетив Лос-Анджелес, Нью-Йорк и Бостон. Он встречался с рядом политиков и армянской общиной.
14 сентября Мхитар Айрапетян находился во Франции в составе делегации во главе с премьер-министром Николом Пашиняном, в ходе которого вместе с премьер-министром Пашиняном встретился с представителями французско-армянской общины. Министр встретился с активными молодыми людьми в общине.
20-27 сентября он посетил Сирию, Ливан и Египет с рабочим визитом где встретился с премьер-министром Египта Мустафой Мадбули. Мхитар Айрапетян — первый армянский чиновник, посетивший Алеппо с начала сирийской войны в 2011 году. Министр посетил Ливан с рабочим визитом. В Бейруте он встретился с Католикосом Великого Дома Киликии Арамом I и с армянской общиной. Посетил Египет, где встретился с премьер-министром Египта Мустафой Мадбули. Он совершил однодневный визит в Тегеран и встретился с высокопоставленными министрами. Мхитар Айрапетян возглавил группу дружбы Армения-Греция. В 2018 году по согласованию с рядом экспертов диаспоры был подготовлен документ о стратегии политики диаспоры, в котором предложены принципиально новые подходы к отношениям с диаспорой.
Реализовано 4 основных проекта
1. «Шаг домой» — 400 участников из 24 стран.
2. Переходные этапы программы «Ари тун»: 156 участников из 16 стран.
3. Всеармянский фестиваль культуры — 405 участников из 11 стран.
4. Реализовал 'НерУж' программу, благодаря чему ряд армян вернулись в Армению, поселились здесь и начали свой бизнес.

Депутатская деятельность
9 декабря 2018 года по территориальному избирательному списку округа №1 Мхитар Айрапетян был избран депутатом Национального Собрания Армении от блока партий «Мой шаг». Был активным законодателем. Он был председателем комиссии. Депутат Национального собрания 7-го созыва. Он является соавтором двух основных законов — закона об АУДИОВОМЕДИА и закона о кинематографии, а также является соавтором 17 полностью принятых законов.
Интересные факты
- В новейшей европейской истории Мхитар Айрапетян и Себастьян Курц (министр иностранных дел Австрии) — единственные, которые были назначенными министрами в возрасте 27 лет.
- Мхитар Айрапетян — брат Айка Ствера, исполняющего «Гражданскую песню».
- Он является членом Попечительского совета ЕГУ, Футбольного исполкома Армении и ряда других организаций.
- Осенью 2021 года организовал Yerevan Open.